# Maurice Monier
Maurice Monier (ur. 21 grudnia 1952 w Saint-Pal-de-Chalencon) – francuski duchowny katolicki, pro-dziekan Roty Rzymskiej w latach 2016–2021.

## Życiorys
W 1977 otrzymał święcenia kapłańskie w diecezji Le Puy-en-Velay. Od 1995 był prałatem audytorem Roty Rzymskiej.
12 grudnia 2016 został mianowany przez papieża Franciszka pro-dziekanem Roty Rzymskiej, zastępując na tym stanowisku odchodzącego na emeryturę prałata Pio Vito Pinto.